# Эллеманн, Карен
Карен Эллеманн Клох (дат. Karen Ellemann Kloch; род. 26 августа 1969, Шарлоттенлунд, Копенгаген) — датский политический и государственный деятель. Член Либеральной партии (Венстре). Член президиума фолькетинга с 13 августа 2019 года. В прошлом — министр по вопросам гендерного равенства и сотрудничества Северных стран (2016—2018), министр по вопросам рыболовства (2017—2018), министр охраны окружающей среды и сотрудничества Северных стран (2010—2011), министр внутренних и социальных дел (2015—2016 и 2009—2010).

## Биография
Родилась 26 августа 1969 года в Шарлоттенлунде. Дочь бывшего министра иностранных дел Уффе Эллеманн-Енсена и секретаря Ханне Йонсен (Hanne Jonsen; род. 1942). В 1971 году, когда Карен было два года, родители развелись. Является сводной сестрой политика Якоба Эллеманн-Енсена, матерью которого является журналист Алиса Вестергор. Жила со старшим братом Клаусом с матерью, проводила с отцом и Алисой выходные и летние каникулы. Мать в молодости работала в маркетинговой фирме и перевела с немецкого на датский каталог товаров Quelle, рассылаемых по почте. Затем работала в фармацевтической компании Novo Nordisk.
Выросла в коммуне Рудерсдаль. В 1985—1986 годах училась в США. В 1986—1989 годах училась в гимназии в Хольте в коммуне Рудерсдаль.
После школы работала гидом в туристической компании Spies, основанной эксцентричным миллионером Симоном Списом и организующей для датчан дешевые туры на Майорку.
В 1990—1993 годах — консультант на радиостанции The Voice, в 1993—1995 годах — генеральный директор модельного агентства Scandinavian Models. В 1995—1996 годах работала главой администрации в коммуникационной компании Brinkmann Kommunikation (после слияния 2000 года — Brinkmann & Image Selskabet, после банкротства в 2002 году — Brinkmann & Partners, распалась в 2005 году), основанной Нильсом Бринкманном (Niels R. Brinkmann). В 1996—1999 годах была генеральным директором кинотеатра Dagmar, одного из старейших в Копенгагене и ныне принадлежащего Nordisk Film. В 1999—2002 годах являлась независимым журналистом. 
В 2002—2004 годах училась в учительской семинарии Натали Сале (N. Zahles Seminarium). В 2003—2007 годах работала учительницей в школе в Рунгстеде.
Является кандидатом от партии Венстре в округе Брённбю с 2007 года. Является депутатом фолькетинга от округа Københavns Omegns по результатам выборов 13 ноября 2007 года. Являлась членом Комитета по социальным вопросам, Комитета по иностранным делам и Комитета по иммиграционной и интеграционной политике.
7 апреля 2009 года получила портфель министра внутренних и социальных дел в первом правительстве Ларса Лёкке Расмуссена. 23 февраля 2010 года при перестановках в правительстве её сменили Бенедикта Киер (как министр социальных дел) и Бертель Хордер (как министр внутренних дел и здравоохранения). Карен Эллеманн назначена министром охраны окружающей среды и сотрудничества Северных стран. 3 октября 2011 года правительство ушло в отставку после победы оппозиционного «красного блока» на парламентских выборах.
После парламентских выборов 2011 года была членом Комитета по вопросам детей и образования, Комитета по социальным вопросам, Комитета по гендерному равенству, Комитета по иммиграционной и интеграционной политике и Северного совета.
28 июня 2015 года назначена министром внутренних и социальных дел во втором однопартийном правительстве Ларса Лёкке Расмуссена. 28 ноября 2016 года назначена министром по вопросам гендерного равенства и сотрудничества Северных стран в третьем коалиционном правительстве Ларса Лёкке Расмуссена. 7 августа 2017 года одновременно стала министром по вопросам рыболовства. Покинула правительство при перестановке 2 мая 2018 года, когда её сменила коллега по партии Эва Кьер Хансен.
После парламентских выборов 2019 года является заместителем председателя Комитета по процедурным вопросам и правилам (регламенту) с 2019 года, членом Гренландского комитета, Комитета по иностранным делам и Комитета по гендерному равенству. 13 августа 2019 года избрана членом президиума. В 2018—2019 годах была председателем парламентской фракции Либеральной партии.
На парламентских выборах 2022 года за неё проголосовало 8716 человек.
С января 2023 года станет генеральным секретарём Совета министров Северных стран. В связи с этим Карен покидает фолькетинг и передаёт мандат Киму Валентину, который не был переизбран в фолькетинг.

## Личная жизнь
Замужем за Крестеном Клохом (Kresten Kloch). Мать двоих детей: Эллы Оливии (Ella Olivia; род. 1998) и Карла Роберта (Carl Robert; род. 1999).